# 打突
打突（だとつ）とは、剣道などにおける技のことである。
剣道では面（めん）、小手（こて）、胴（どう）、突き（つき）の四種があり、なぎなたはそれらに加えて脛（すね）の五種類がある。

## 面
竹刀及びなぎなたの物打で頭部を打つ打突のことで、最も基本的な打突である。普通は頭部上方を打つ正面打ちが用いられるが、面の側面左右45°を打つ左右面も存在する。剣道では主に切り返しや素振りに用いることが多い。なぎなたでは八相からの面は左右面となる。側頭部を打つ横面は鼓膜を損傷する危険があるため、現在では使用しないことが多い。

## 小手
相手の小手の筒部を打つ打突である。

## 胴
相手の胴の部分を打つ打突で、剣道では原則右胴が主流であるが、一時期、面、小手、右胴を隠す三所隠し（または三所よけ）と呼ばれる守り方が横行したため、左胴も用いられるようになり、後に積極性に欠ける態度とみなされ反則とされるようになったあとでも使用されるようになった。

## 突き
相手の喉を突く打突で、一応は面の突き垂が保護しているものの、外すと危険なので、剣道においては中学生以下、なぎなたにおいては高校生以下は禁止されている。胸突きも使用しない。銃剣道では攻撃が刺突のみであり、左腕の上下から相手の左胸を突く胴、相手が左胸を左手の小手で隠した際の小手を突く小手、相手が体勢を崩した際の相手の左胸にめがけて左肩を突く肩がある。短剣道では喉の他、胴を突く。

## 脛
なぎなた独特の打突部位。相手の脛を打つ打突で、防具の脛当てが保護する。なぎなたの刃部・柄部どちらの物打でも打突できる。